# Generazione dell'Ottanta

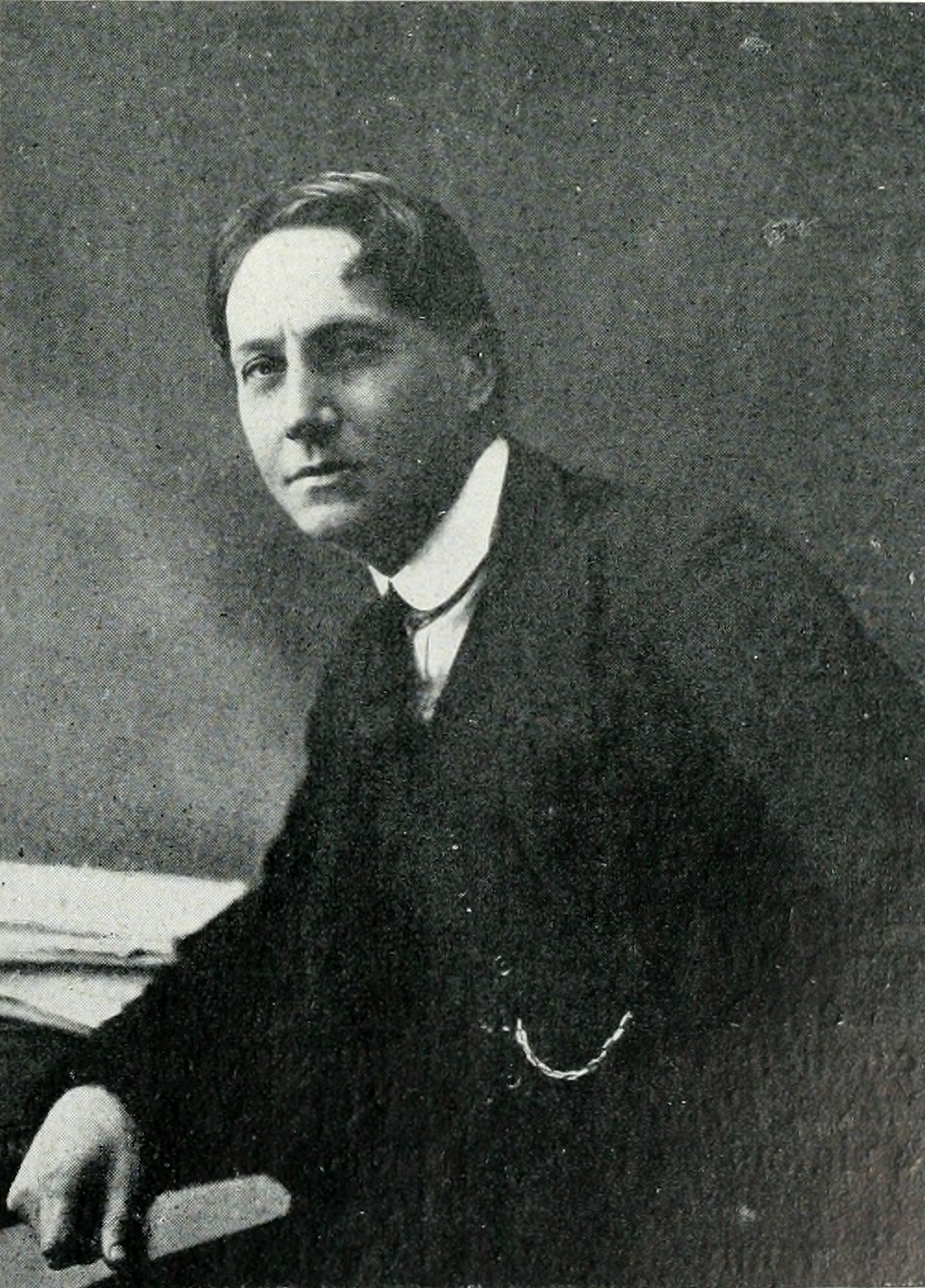
Franco Alfano nel 1919

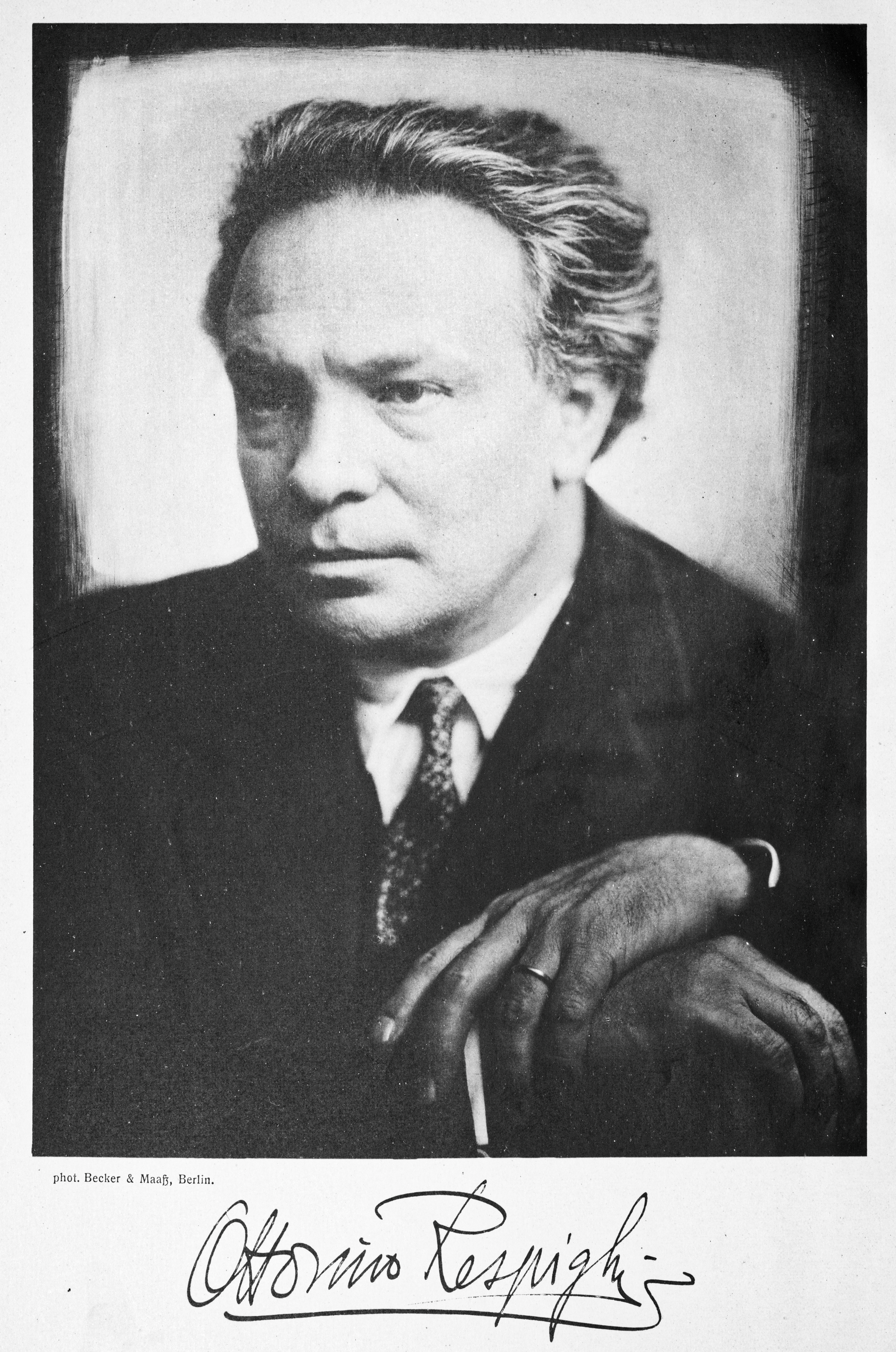
Ottorino Respighi nel 1927

La generazione dell'Ottanta fu un gruppo di musicisti italiani che, all'inizio del XX secolo, cercò di rifondare la musica italiana su nuove basi, allontanandosi dalla musica lirica (allora l'unico genere di successo in Italia) e ispirandosi invece alla musica polifonica e strumentale italiana del XVI e XVII secolo, ai canti popolari, ai canti gregoriani liturgici, nonché alla musica strumentale internazionale che aveva successo in Europa in quegli anni. Lo scopo era quello di dare alla musica italiana basi maggiormente colte e ricercate, in contrasto con l'aura decisamente "popolare" tipica della musica lirica.

## Storia
Verso l'inizio del XX secolo, da un punto di vista musicale, l'Italia appariva ancora legata a un repertorio che, per quanto vasto e indubbiamente di alta qualità, appariva però (soprattutto ai sostenitori di una musica "colta") eccessivamente legato ai gusti della gente comune e ad un ristretto numero di autori di musica lirica. Ciò dipendeva certamente anche dal gran numero di compositori lirici italiani che si erano affacciati sulla scena nei decenni precedenti (per esempio Vincenzo Bellini, Giuseppe Verdi, Giacomo Puccini e molti altri), che avevano fatto dell'Italia un luogo di predilezione di tale tipo di musica.
Tuttavia, dopo la morte di Verdi, la lirica appariva in un periodo di decadenza (benché almeno in Italia essa godesse ancora del favore della popolazione), sicché in parecchi paesi europei si era cominciato a virare verso altri generi. La generazione dell'Ottanta non era in effetti interessata a recuperare la musica del passato, ad esempio Beethoven, Wagner, Brahms, come avevano fatto precedenti autori quali Martucci e Sgambati, bensì a guardare alle nuove tendenze sinfoniche strumentali europee: da Strauss, a Debussy, fino a Stravinskij e a Bartók.
Il merito della generazione dell'Ottanta non fu tuttavia solo quello di aprire l'Italia verso le nuove tendenze e i nuovi compositori europei, ma anche (in una sorta di contraddizione) quello di aver ripreso l'esperienza musicale italiana anteriore al melodramma ottocentesco, una musica strumentale e polifonica che nel tempo era stata trascurata e quasi dimenticata. L'aspetto più originale dei nuovi compositori fu insomma quello di tenersi a metà tra queste due tendenze divergenti, fino a raggiungere un nuovo equilibrio.

## Esponenti
I principali esponenti della generazione dell'Ottanta furono i seguenti:
- Franco Alfano, Ottorino Respighi, Ildebrando Pizzetti, per i quali le principali forme di ispirazione furono Strauss e Debussy, con la densità della loro armonia e la complessità dei pezzi strumentali;
- Alfredo Casella e Gian Francesco Malipiero, aperti, rispettivamente, il primo verso l'esperienza neoclassica francese del primo dopoguerra, in particolare Stravinskij[2],  il secondo verso l'espressionismo mitteleuropeo.